# Lesnický park
Lesnický park je významný objekt lesního hospodářství, ve kterém se hospodaří podle zásad lesnického parku.
Lesnický park by se měl stát vzorovým objektem trvale udržitelného lesního hospodářství, který by dokázal sladit všechny zájmy a aktivity v daném území a který by trvale poskytoval všechny funkce, které je schopen plnit:
- Ekologická funkce je zajišťována přírodě blízkým způsobem hospodaření a neustálým zlepšováním stavu lesních ekosystémů.
- Ekonomická funkce znamená, že si lesy na sebe musí vydělat a nebýt závislé na státním rozpočtu. Nezříkají se ale čerpání dotací z různých zdrojů na akce, které přímo nesouvisí s hospodařením v lesích, např. na zvyšování rekreační a naučně vzdělávací funkce lesů.
- Sociální funkce pak má zajistit trvalou nabídku pracovní příležitosti i zdroj cenově přijatelného paliva v tomto venkovském, sociálně ne příliš stabilním prostoru.

V Česku byl jako první lesnický park vyhlášen Lesnický park Křivoklátsko v roce 
2010. V roce 2011, Mezinárodním roce lesů, byl na Brněnsku zřízen Lesnický park Masarykův les Křtiny a na Českolipsku a Mladoboleslavsku Lesnický park Bezděz, v roce 2017 pak péčí Lesů ČR lesnický park Podkomorské lesy u Brna.
Lesnické parky jsou součásti mezinárodní sítě modelových lesů The International Model Forest Network (IMFN).